# وزير الطاقة
وزير الطاقة أحد وزراء مجلس الوزراء، وتسمَّى وِزارته «وزارة الطاقة»، وهي مسؤولة عن جميع موارد الطاقة في الدولة كالنفط والكهرباء والغاز، وأحيانًا تضمُّ إلى مسؤولياتها الثروة المائية، وقد تُفصَل هذه المسؤولية لوزارة الموارد المائية والبيئة.